# Maire de Castroponce
Maire de Castroponce es un municipio y localidad española de la provincia de Zamora, en la comunidad autónoma de Castilla y León.
El municipio se encuentra situado en la comarca de Benavente y Los Valles, al noreste de la provincia de Zamora. Su casco urbano se encuentra situado sobre una pequeña colina desde la que se divisa el río Órbigo. De entre su caserío destaca la iglesia parroquial de la Natividad, en cuyo interior acoge a la Virgen de la Leche.

## Ubicación geográfica
Maire se encuentra situado en el noreste zamorano, en el límite de la provincia de Zamora con la de León. Dista 85 kilómetros por carretera de la capital provincial. Su término municipal está atravesado por la Autovía del Noroeste en su pK 279.  
El relieve del municipio está determinado por el valle del río Órbigo, que atraviesa el territorio por el suroeste. La altitud municipio oscila entre los 760 y los 725 metros, estando el núcleo urbano a 749 metros sobre el nivel del mar en una pequeña colina.  
| Noroeste: Alija del Infantado    | Norte: Pozuelo del Páramo (León) | Noreste: Pozuelo del Páramo (León) |
| Oeste: Coomonte                  |                                  | Este: San Adrián del Valle (León)  |
| Suroeste: Santa María de la Vega | Sur: Fresno de la Polvorosa      | Sureste: Pobladura del Valle       |

## Historia

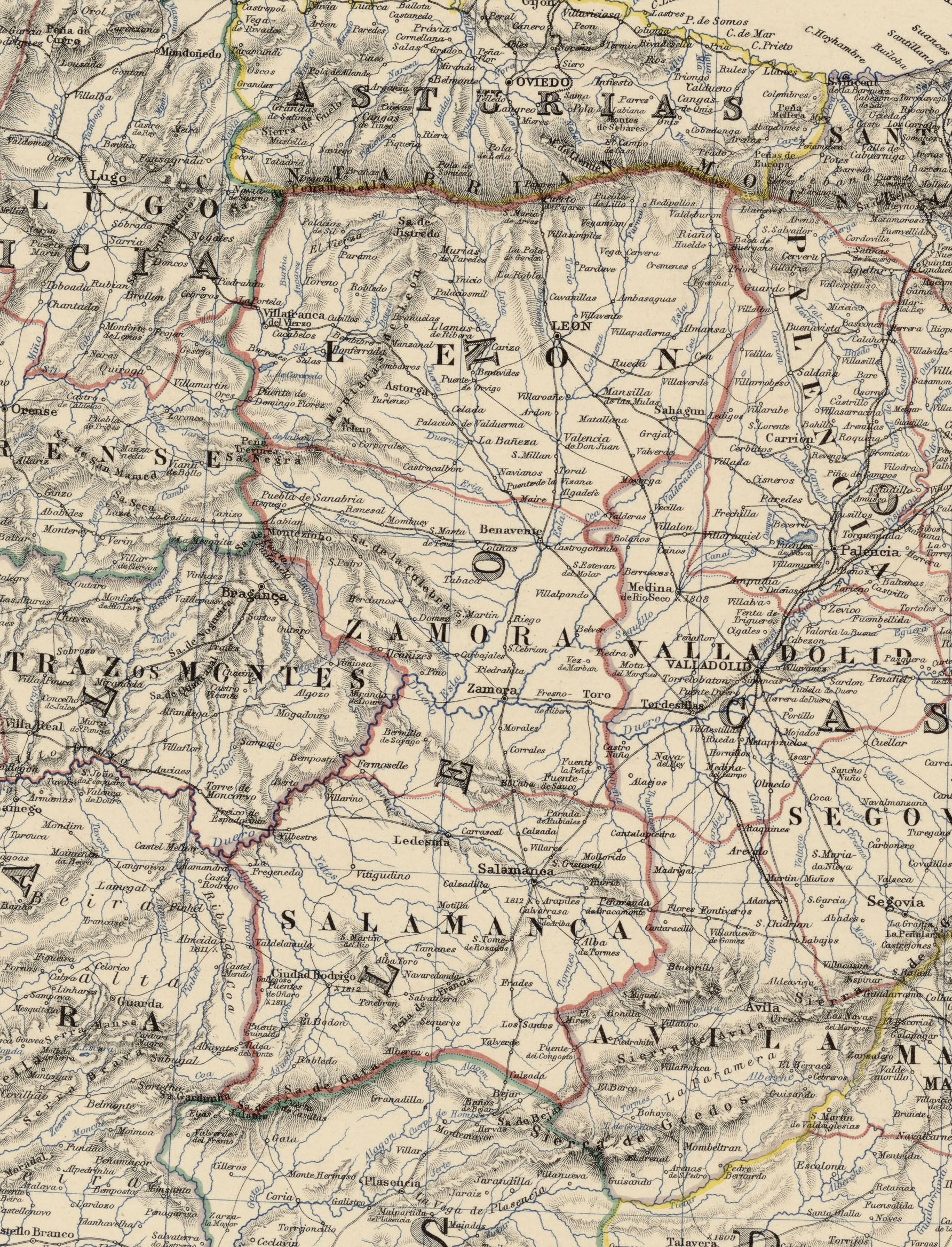
Detalle del mapa Spain & Portugal, realizado en 1864 por Keith Johnston, en el que se puede observar Maire.

Existen numerosos testimonios arqueológicos que avalan la presencia del hombre en el valle del Órbigo en el Paleolítico inferior, especialmente en las terrazas fluviales que este río creó en el entorno benaventano y principalmente en la margen izquierda del mismo. Durante la época romana fue un importante lugar de paso dada su contigua ubicación con el puente de la La Vizana, por el que la Vía de la Plata cruzaba el Órbigo.
Fue uno de los territorios reconquistados por el Reino de León, en el que se integró, por lo que se vio afectado por el proceso repoblador que emprendieron sus monarcas. En todo caso, su apellido de Castroponce se debe a su pertenencia en la Edad Moderna al Condado de Castroponce, título que fue otorgado en 1670 a Fernando de Luján y Robles. En esta época, Maire estuvo integrado en la provincia de León, tal y como recoge en el siglo XVIII Tomás López en Mapa geográfico de una parte de la Provincia de León.
Ya en la Edad Contemporánea, con la creación de las actuales provincias en 1833, Maire de Castroponce fue adscrito a la provincia de Zamora, dentro de la Región Leonesa, la cual, como todas las regiones españolas de la época, carecía de competencias administrativas. En 1834 se integró en el partido judicial de Benavente
Durante la guerra civil española fue enterrado en una fosa del cementerio de Maire el que fue alcalde de La Bañeza en época republicana, Ángel González, que fue fusilado y cuyos restos aún se mantienen en el cementerio de esta localidad. Tras la constitución de 1978, Maire pasó a formar parte en 1983 de la comunidad autónoma de Castilla y León, en tanto municipio integrado en la provincia de Zamora.

## Geografía humana

### Demografía
Cuenta con una población de 140 habitantes (INE 2024).
| Gráfica de evolución demográfica de Maire de Castroponce entre 1842 y 2021                                                                                                |
| |
| Población de derecho según los censos de población del INE Población de hecho según los censos de población del INEEn este censo se denominaba Mayre de Castroponce: 1842 |

## Política y administración
En las elecciones municipales de 24 de mayo de 2015, se obtuvo el siguiente resumen de escrutinio:
- Escrutado: 100 %
- Concejales Totales: 5
- Votos Contabilizados: 122 / 77.71 %
- Abstenciones: 35 / 22.29 %
- Votos Nulos: 2 / 1.64 %
- Votos En Blanco: 7 / 5.83 %

| Votos por partido |       |         |            |
| Partido           | Votos | %       | Concejales |
| PSOE              | 19    | 15.83 % | 0          |
| PP                | 73    | 60.83 % | 5          |

## Fiestas
Las principales festividades son las de San Isidro Labrador, el 15 de mayo, y la Natividad de la Virgen, el 8 de septiembre.Esta festividad se celebra la penúltima semana de agosto. Recientemente, el pueblo ha comenzado a realizar una romería con pendones acompañada de otros pueblos vecinos que cada 8 septiembre tiene lugar desde puente de la Vizana hasta la plaza Mayor.
También cuentan con la tradición, como muchos pueblos del entorno de colgar un muñeco de tela sobre un tronco de chopo en la entrada del pueblo en el mes de mayo.
En esta celebración, los "mozos" del pueblo van al río, recogen el árbol que más guste y lo trasladan al centro del pueblo. Allí, atan al muñeco a su parte superior y posteriormente lo levantan para que todos lo puedan ver. Finalmente el ayuntamiento y el bar preparan una merienda para todos los presentes.

## Ciudades homónimas
- Mairé-Levescault, Deux-Sèvres,  Poitou-Charentes,  Francia.
- Mairé, Vienne,  Poitou-Charentes,  Francia.
- Mairé, Deux-Sèvres,  Poitou-Charentes,  Francia.